# 이토 유리아
이토 유리아(일본어: 伊藤 有里彩, 2001년 4월 2일 ~ )는 일본의 여자 축구 선수이다.

## 구단 경력
2020년 AC 나가노 파르세이루에 입단하였다.

## 국가대표팀 경력
그녀는 2018년 FIFA U-17 여자 월드컵에 참가할 일본 U-17 국가대표팀에 발탁되었으며, 1경기에 출전했다.